# Nick Jonas
Nicholas Jerry Jonas (Dallas, 16 de setembre de 1992) més conegut com a Nick Jonas, és un músic estatunidenc, membre de la banda Jonas Brothers.
És el tercer fill del matrimoni Jonas. És fill de Denisse (mestressa) i Paul Kevin Jonas (ex pastor i ara productor musical). Nick és vocalista i guitarrista de la banda.
El grup Jonas Brothers ha protagonitzat la pel·lícula Camp Rock amb els seus germans Joe Jonas i Kevin Jonas i juntament amb Demi Lovato. Amb els seus germans, també protagonitza la sèrie de Disney Channel J.O.N.A.S.

## Biografia

### 2004—2006: Inicis de la seua carrera
Va començar la seua carrera artística com a actor en musicals de Broadway. Dels quals destaquen 'La Bella i la Bèstia' i 'Els Miserables'.
La seua carrera musical va començar en el 2004 quan va escriure al costat del seu pare la cançó "Joy To The World", que va tenir una excel·lent acceptació en les estacions de música cristiana. Una discogràfica es va interessar i ho va facilitar perquè traguera el senzill "Dear God". El que li va valdre un contracte de discogràfica per a enregistrar el seu disc debut "Nicholas Jonas".

### 2006—2009: Jonas Brothers
En l'any 2006 es va unir als seus germans per a crear una nova banda dita Jonas Brothers amb la qual van traure el seu primer disc It's About Time. Passat un any van llançar el seu segon àlbum Jonas Brothers que va ser posat a la venda el 7 d'agost del 2007. Va arribar a ser el número 5 en el rànquing Billboard 200 en la seua primera setmana. Al voltant d'aquesta mateixa data es van publicar dos senzills: «Hold On» i, dues setmanes després, «SOS». Més tard en 2008 van llançar el seu tercer àlbum d'estudi A Little Bit Longer, a la venda als Estats Units des del 12 d'agost i en enguany també, van ser nominats com "Best New Artist" en els Premis Grammy. D'aquests es van traure altre tres senzills «Burnin' Up», «Lovebug» i «Tonight».
El 20 de juny de 2008 es va estrenar Camp Rock, la seua primera pel·lícula que es va estrenar a Disney Channel, a més de treballar amb els seus germans també va treballar amb la cantant Demi Lovato. Finalment en 2009 van llançar el seu quart àlbum d'estudi Lines, Vines and Trying Times que va eixir al mercat el dia 16 de juny de 2009 a nivell mundial, i ha arribat al primer lloc en vendes novament tant en el Billboard 200 dels Estats Units com en molts països de tot el món. Els senzills derivats d'aquest àlbum van ser «Paranoid», «Fly with Me» i «Keep It Real». També el 2 de maig es va estrenar la seua primera sèrie al costat dels seus germans, titulada JONAS, que s'emet actualment en Disney Channel.

### 2009—Present: Nick Jonas & The Administration
Nick Jonas va confirmar en 2009 que trauria un nou àlbum com solista, en el qual es va unir a la banda The Administration i van crear el seu àlbum Who I Am que va eixir a la venda el 2 de febrer de 2010 als Estats Units. El 8 de desembre de 2009 va llançar el seu primer senzill Who I Am. El 2 de gener de 2010 va començar la gira Who I Am Tour al costat de la seua banda, en les quals recorreran una poques ciutats dels Estats Units. La gira finalitzara el 30 de gener del mateix any. En els concerts s'interpretaran cançons de l'àlbum i algunes dels Jonas Brothers.

## Vida Personal
Miley Cyrus va confirmar en el seu llibre Milers to Go que va festejar amb Nick Jonas i que van ser parella per aproximadament un any quan tot just tenien 13 anys. Quan estaven separats, ella li va dedicar una de les seues cançons més conegudes: 7 Things. Es diu que aquests es van reconciliar en el 2009 però van tornar a separar-se. Nick també va ser xicot d'altra ex-estrella de Disney Channel, Selena Gomez. En el 2010 va festejar amb la seua co-estrella en Les Mis, Samantha Barks i entre 2011-2012 va estar amb la cantant australiana, Delta Goodrem que era major que ell en diversos anys. Nick va ser company d'Olivia Culpo, Miss Universe 2012. Ho va confirmar en Fashion Police i va expressar que s'havien conegut durant l'esdeveniment Miss USA 2013, el qual va ser conduït per ell al costat de Giuliana Rancic. Van acabar la seva relació el 2015 després de gairebé dos anys junts.
El maig del 2018, Jonas va començar a sortir amb l'actriu índia Priyanka Chopra. El desembre de 2018, es van casar al palau Umaid Bhawan, Jodhpur, en cerimònies tradicionals hindús i cristianes. El gener de 2022, Jonas va anunciar que havien tingut el seu primer fill mitjançant gestació subrogada.

## Discografia

### Àlbums (com a vocalista dels Jonas Brothers)
- 2006: It's About Time
- 2007: Jonas Brothers
- 2008: A Little Bit Longer
- 2009: Lines, Vines and Trying Times

### Gires (com a vocalista dels Jonas Brothers)
- 2006: Jonas Brothers American Club Tour
- 2006: Marvelous Party Tour
- 2007: Best of Both Worlds Tour (artista d'obertura)
- 2008: Look Me In the Eyes Tour
- 2008: Burning Up Tour
- 2009: World Tour 2009

## Filmografia

### Cinema
| Any  | Títol                                                       | Paper                                 | Notes         |
| ---- | ----------------------------------------------------------- | ------------------------------------- | ------------- |
| 2008 | Hannah Montana and Miley Cyrus: Best of Both Worlds Concert | D'ell mateix                          |               |
| 2009 | Jonas Brothers: The 3D Concert Experience                   | D'ell mateix                          |               |
| 2009 | Night at the Museum: Battle of the Smithsonian              | Cherub                                | Veu           |
| 2010 | Les Misérables: 25th Anniversary Concert                    | Marius Pontmercy                      |               |
| 2015 | Careful What You Wish For                                   | Doug Martin                           |               |
| 2016 | Goat                                                        | Brett Land                            |               |
| 2017 | Demi Lovato: Simply Complicated                             | D'ell mateix                          |               |
| 2017 | Jumanji: Welcome to the Jungle                              | Jefferson "Seaplane" McDonough        |               |
| 2019 | UglyDolls                                                   | Lou                                   | Veu           |
| 2019 | Jonas Brothers: Chasing Happiness                           | D'ell mateix                          | Documental    |
| 2019 | Midway                                                      | Maquinista d'aviació Mate Bruno Gaido |               |
| 2019 | Jumanji: The Next Level                                     | Jefferson "Seaplane" McDonough        | Postproducció |
| 2021 | Chaos Walking                                               | Davy Prentiss Jr.                     | Postproducció |